# 東橫INN

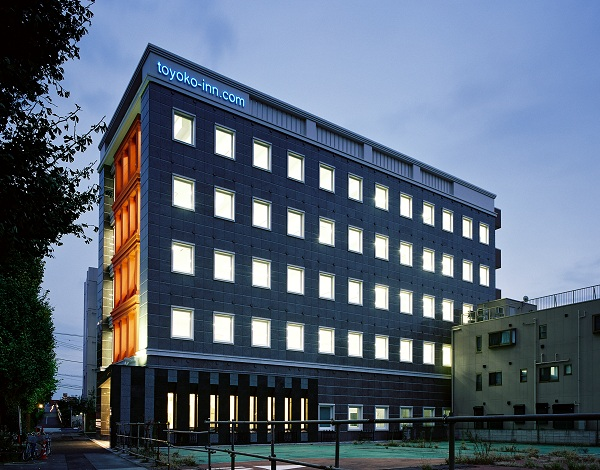
東橫INN總部

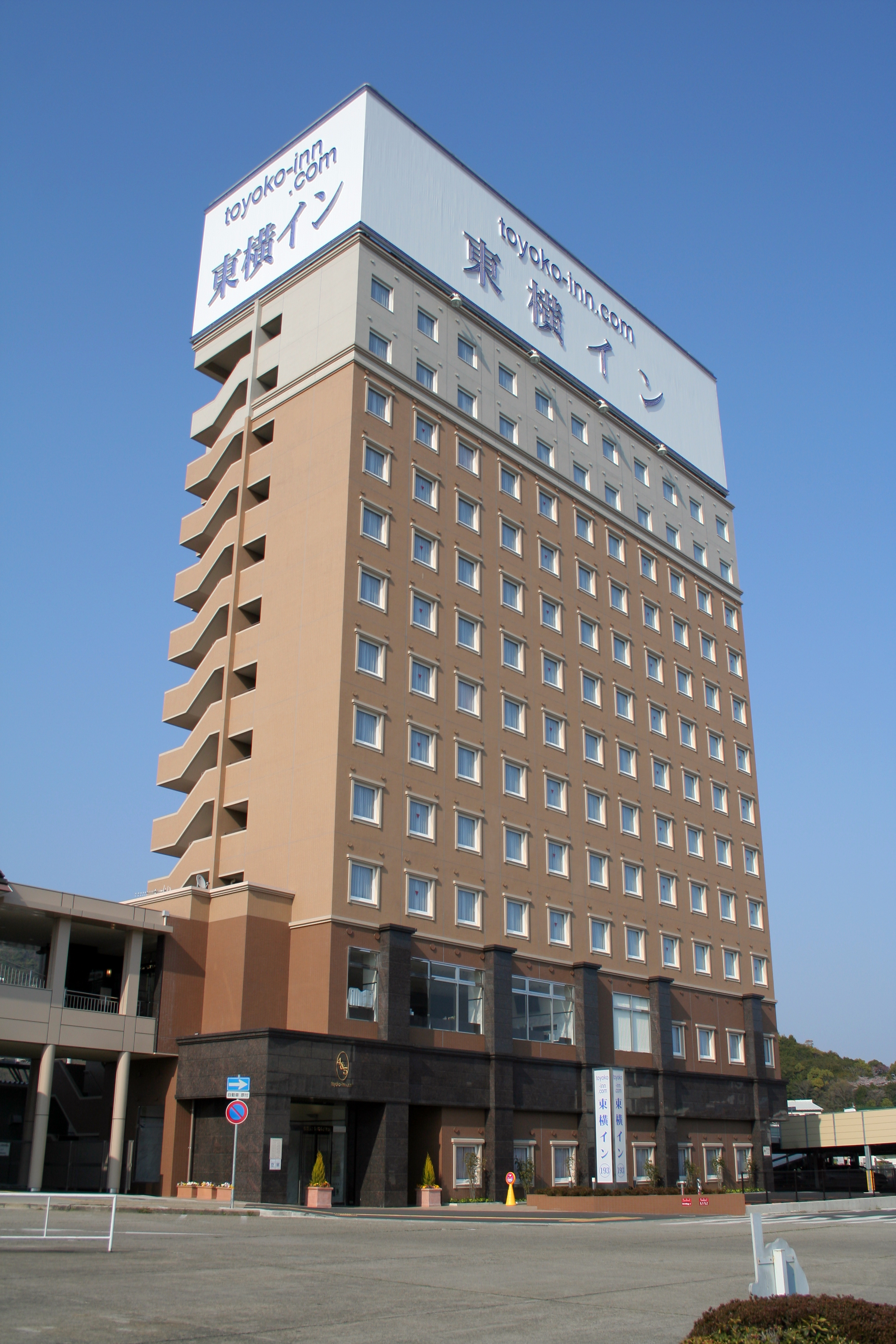
東橫INN赤穗車站前店

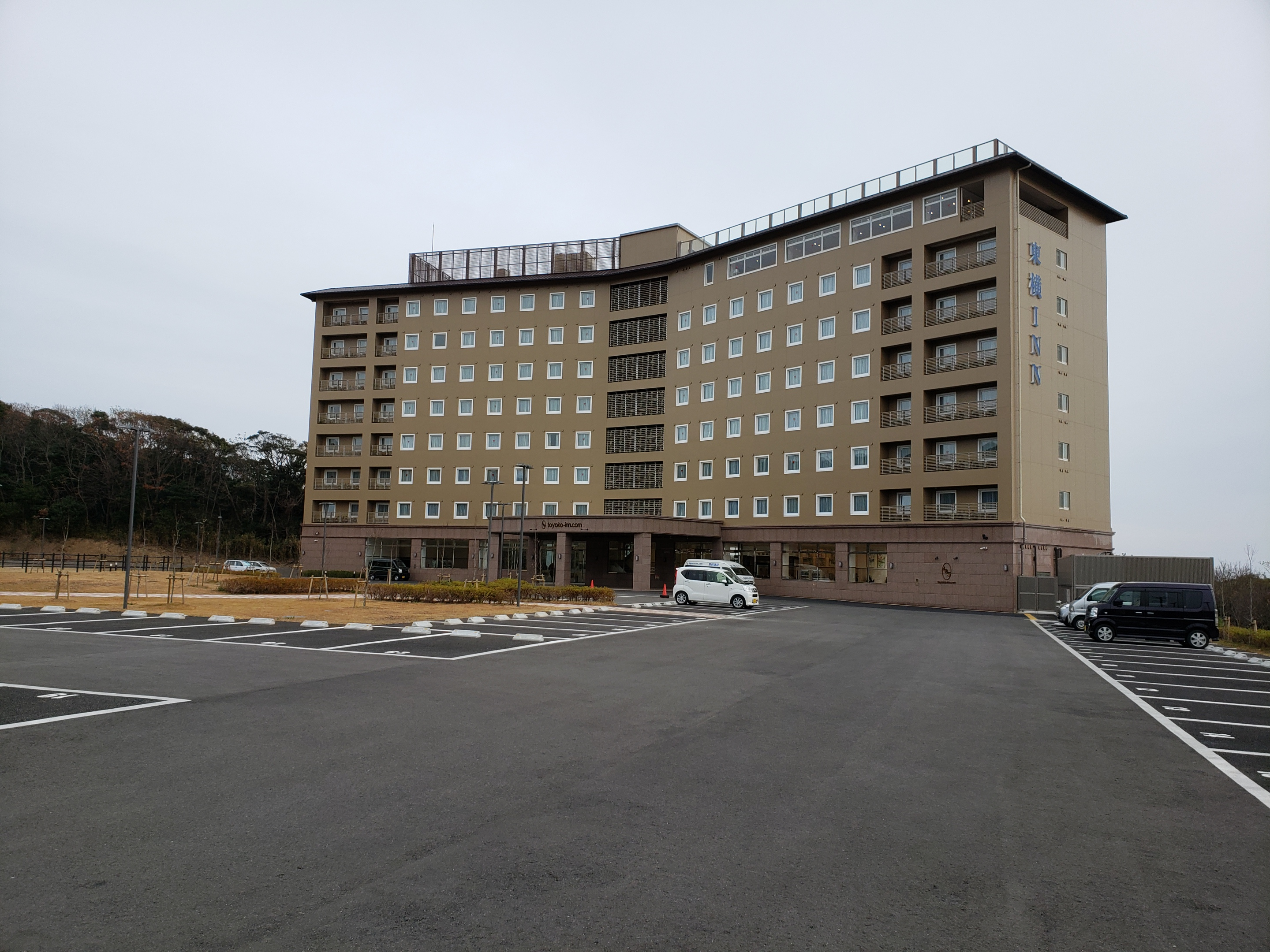
東橫INN的對馬比田勝店

東橫INN（日语：東横イン）是一間日本商務酒店集團，創立於1986年1月。由於總部設於東京與横濱之間的蒲田，因此取名為「東橫」，與旗下擁有數個以「東橫」冠名之事業的東急集團沒有任何關係。
東橫INN現有超過250家分店，至2023年為止，在日本國內僅高知縣尚未展店；除了日本國內，在韓國、菲律賓、德國、法國、蒙古也設有分店，亦曾於中華人民共和國及柬埔寨開業。
根據日本《每日新聞》在2006年2月2日的報導，東橫INN在2005年3月的住房率達到83.1%，比起全日本都市旅館聯盟（全日本シティホテル連盟）調查的全國平均住房率67.4%要高出許多。

## 特色
東橫INN在日本全國許多地方開設的分店客房中原則上皆使用相同的設備（照明燈具、桌子等），優點是能夠讓投宿過的消費者很快習慣其他分店的房間，而設備規格化也同時能降低旅館的採購及維護成本。
設店地點則大多鄰近車站，有些甚至出站即可抵達。並使用特大型屋頂店招，可讓旅客一眼即可看到。每個分店都有自己的序號，並標示在店招及店內文宣。
為了降低成本，旅館內除了客房之外幾乎沒有其他觀光飯店常見的設施，包括餐廳、商店、健身房、接待大廳等皆不存在於旅館中，僅提供自助洗衣店（部份分店無）。但是旅館所在的位置大多可徒步至便利商店，此外周邊的商業設施也能稍微補足旅館的相關機能。
預約住宿基本是透過網際網路，利用旅館的網站來進行預約，也能夠減少人力等資源的成本。
在經營方面，土地和建築物的所有者是地權持有人，公司只負責設計、興建和維修，因此能夠專心進行旅館的施工、經營，也避免地價波動等影響資產價值的問題。此外雇用大量的女性飯店經理（支配人）也是其特色之一。

### 設備
在大廳設置有連接印表機和網際網路的電腦，可以免費使用及列印。同時也在旅館內全面提供免費的無線網路。過去曾在大廳設置有可免費撥打至日本全國的電話，但後已取消。

### 餐飲

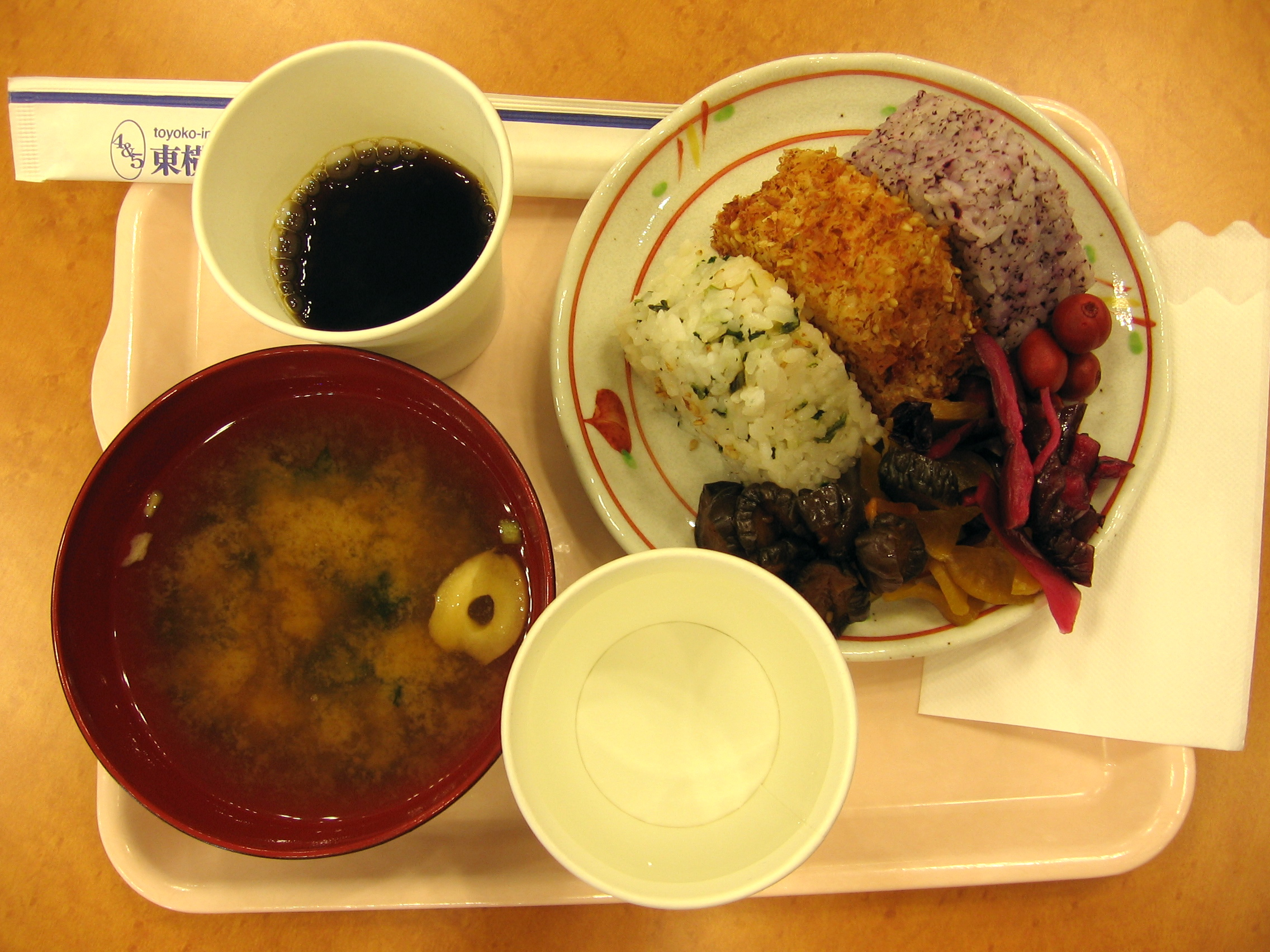
東橫INN的日式早餐

東橫INN會提供簡單的免費早餐，包含日式飯糰、乾飯、麵包和咖啡等，部份分店則會額外提供咖哩飯之類的晚餐。
旅館內設置有自動販賣機，其中酒精飲料的售價與市面相同，而一般飲料的售價則會比市價便宜，與其他旅館內的自動販賣機價格較高的印象不同，此作法也影響了其他部份飯店業者改將販賣機的售價調整至一般價格。

### 會員
東橫的會員制度稱為「東橫INN俱樂部」，過去最初稱為「4&5CLUB」，當時的名稱是來自美國的汽車旅館的住宿費用大多都是每晚40～50美元；會員能夠累積點數，也有會員的折扣。

## 爭議事件

### 違法改造問題
2006年，在草加市、大阪市、姬路市、鹿兒島市、長崎市、島根縣等地的東橫INN被發在通過日本建築法規的檢查規範（高齢者、身体障害者等が円滑に利用できる特定建築物の建築の促進に関する法律、是為了高齡長者、肢體障礙人士能方便使用特定建築的法規）後進行違法改裝，拆除無障礙設施。被發現的違法改造內容包括：
- 將身體障礙人士專用的客房和停車位改造成一般的客房及倉庫。
- 拆除點字指示牌和輪椅標誌。
- 違反建築基準法中規定的容積率，將停車場改建為一般客房和大廳。

當時的社長西田憲正承認為其親自指示要在通過檢驗後進行未經許可的改建，並修改建築平面圖等資料。在記者會上西田社長甚至表示：
|  | 為了殘疾人士設置的專用客房，一年只有1至2個人住宿過，到最後也是變成倉庫、儲藏室。 在限速60公里的地方也是有人用65公里超速通過。 |

這樣的發言引起許多媒體批評西田的經營方式，包括指派超量的工作並輕視女性經理、一人獨大的經營管理（ワンマン経営）。之後也引起「日本身體障害者團體連合會」的抗議。
在全面清查後，全日本的東橫INN共被有60間旅館違反日本建築基本法中的高齡者與身體障礙者的相關保護法令，同時有77件違法改造案件。此事件造成日本國土交通省撤銷了東橫INN集團旗下「東橫INN開發公司」的建築師執照。原社長西田憲正也在5月底卸下社長職務，改擔任無實際業務權力的「取締役會長」。
東橫INN在6月份宣布已將所有違法改裝工程復原，而位於船橋市的旅館由於和建築物擁有者無法達成共識，決定關閉並轉讓其他權利。

### 重大災害後求住宿旅客簽署放棄損害賠償
2011年發生東日本大地震後，位於重災區包括福島縣、宮城縣、岩手縣和茨城縣的分店要求住宿旅客簽署放棄損害賠償書，不對飯店因震災而缺水、停電等造成損失興訟提出損害賠償。此措施引來非議，被認為違反消費者契約法。

### 意外事件
2008年10月1日於北海道札幌市的旅館曾發生台灣旅客在房間內死亡5日後才被發現的事件，使其內部管理遭到台灣旅客之質疑，而事後業者的處理態度更引起台灣網友的不滿。

## 外部連結
- （日語） 東橫INN日文網站 （页面存档备份，存于）
-  東橫INN韓文網站 （页面存档备份，存于）
- （繁體中文） 東橫INN繁體中文網站 （页面存档备份，存于）
- （简体中文） 東橫INN簡體中文網站 （页面存档备份，存于）